# Rupela lara
Rupela lara là một loài bướm đêm trong họ Crambidae.